# Alateo
Alateo (m. 387) fue un jefe y general ostrogodo.

## Vida
Luchó contra los hunos en 376 junto a los visigodos y comandó varias incursiones contra el Imperio romano de Oriente entre 376 y 387, derrotando a un ejército romano en la batalla de Ad Salices (Bajo Danubio) en 377, aliado con los nobles visigodos Fritigerno y Alavivo. Es conocido por haber participado, también aliado con los visigodos, en la batalla de Adrianópolis (378), durante la cual mandó la mayor parte de la caballería bárbara junto con Sáfrax, el corregente ostrogodo con Alateo desde la muerte del rey ostrogodo Vitimiro, que murió luchando contra los hunos en 376. El papel de la caballería, formada en su mayor parte por refugiados ostrogodos que se habían negado a servir a los hunos, fue decisivo en la derrota del flanco izquierdo de la caballería romana durante la batalla y el posterior cerco a la infantería pesada de los generales Trajano y Víctor, que dio la victoria a los bárbaros.
Tras la batalla de Adrianópolis, saqueó varias ciudades de Tracia y el norte de Grecia, hasta que fue derrotado por el general romano Promoto, bajo las órdenes de Teodosio I el Grande. Después de la derrota, se asentó en la desembocadura del Danubio con sus hombres hasta que decidió enfrentarse de nuevo a Promoto en 387, siendo ésta su última batalla, ya que murió durante el combate con las tropas romanas.